# Giant Evolution
Die Giant Evolution ist ein Fahrgeschäft und das schwerste transportable Flugkarussell, das je gebaut wurde. Bis heute wurden nur zwei Reiseanlagen, sowie eine Parkanlage gebaut, die auf die Namen Evolution und Imperator getauft wurden. Aufgrund der unwirtschaftlichen Bauweise ist davon auszugehen, dass keine weiteren Anlagen folgen werden.

## Technische Daten des Imperator
Der Imperator, der eine Grundfläche von 20 × 24 Metern benötigt, war zur Premiere 1992 für rund 6 Millionen DM von den gemeinsamen Herstellern Bailey & Nauta-Bussink zu erwerben. Das ca. 34,6 m hohe Geschäft hat ein Gesamtgewicht von 275 Tonnen. Jede der 16 Gondeln fasst bis zu vier Personen, wodurch sich eine Gesamtkapazität von 64 Personen ergibt.
Beim Aufbau werden zunächst die Stützen aufgestellt, erst dann wird von oben der Schwenkarm anmontiert. Aus diesem Grund wird zum Auf- und Abbau ein 400-Tonnen-Kran benötigt, der bisher vom Schausteller immer gemietet werden musste und die Kosten immens erhöhte.

## Der Werdegang der beiden Imperator-Anlagen

### DieEvolution
Der Prototyp, die „Evolution“, wurde 1992 an den deutschen Schausteller Eberhard geliefert und feierte im Juni 1992 auf der Düsseldorfer Rheinkirmes seine Weltpremiere. Eberhard bereiste mit Evolution mehrere Jahre große und profitable Festplätze, verkaufte das Geschäft jedoch dann zugunsten des Airwolfs. Das Geschäft stand nach einem Gastspiel im italienischen Freizeitpark Mirabilandia ab 1999 im US-amerikanischen Freizeitpark Six Flags Great Adventure in New Jersey. Hier stand Evolution jedoch nur bis zum Jahre 2002. Es kam während der drei Jahre ständig zu technischen Störungen, so dass nur wenige Fahrten stattfanden.
Im Frühjahr 2003 wurde das Fahrgeschäft nach technischer Überholung und Umthematisierung mit dem neuen Namen „XCalibur“ in einem anderen Park der Six Flags Organisation, dem Park Six Flags St. Louis (Missouri) neu eröffnet und fuhr bis zum Jahr 2022 dort. Das Geschäft wurde dort nach der Saison 2023 abgebaut.

### DerImperator

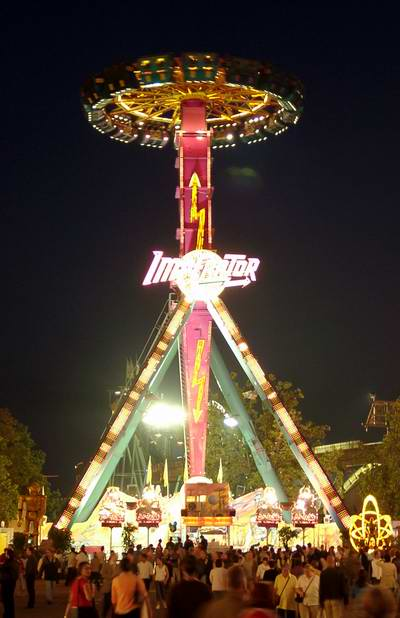
Imperator

Die zweite Anlage, der "Imperator", wurde 1992 von der holländischen Firma Nauta-Bussink & Bailey gebaut. Erstbesitzer war der deutsche Schausteller Aigner, der mit dem Imperator auf dem Rosenheimer Herbstfest 1992 Premiere feierte und auch unmittelbar nachfolgend auf dem Münchener Oktoberfest 1992 für Aufsehen sorgte. Da der Reisebetrieb auch für damals gute wirtschaftliche Verhältnisse nicht rentabel war, wurde er schon nach zwei Jahren verkauft und stand ab 1994 im Wiener Prater.
2004 ist es wiederum der Besitzer des Prototyps Evolution, der es unter großem Staunen der Fachwelt offenbar noch einmal mit einer Imperator-Anlage versuchen wollte. Er kaufte das ehemalige Konkurrenzgeschäft Imperator, ließ es im Wiener Prater abbauen und auf dem Betriebshof in Hamburg neu lackieren und renovieren. Der erneute Premierenplatz erfolgte im Sommer auf dem Hamburger Sommerdom.
Seitdem bereiste das Geschäft, vermutlich aufgrund der hohen wirtschaftlichen Kosten und den langen Auf- und Abbauzeiten, nur wenige und nur sehr große Festplätze, bevor es Anfang 2006 an die Firma Magic Fair Attractions (Niederlande) verkauft und von dieser nach China verschifft werden sollte. Das Geschäft beendete seine Reise allerdings schon im Hamburger Hafen, wo es knapp einer Zwangsversteigerung entging. Der aktuelle Lagerort ist seitdem unbekannt.